# USS Beatty (DD-640)
Pour les autres navires du même nom, voir USS Beatty.
L'USS Beatty (DD-640) était un destroyer de classe Gleaves en service dans la Marine des États-Unis pendant la Seconde Guerre mondiale. Il fut baptisé en l'honneur du rear admiral Frank E. Beatty (en).
Sa quille a été posée le 1er mai 1941 au chantier Charleston Naval Shipyard à North Charleston, en Caroline du Sud. Il est lancé le 20 décembre 1941, parrainé par Mme Drayton et mis en service le 7 mai 1942 sous les ordres du lieutenant commander Frédéric C. Stelter Jr.

## Historique

### 1942
Après une série de tests, le navire effectue des missions d'escorte avant d'être détaché dans des patrouilles de lutte anti-sous-marine dans l'Atlantique Nord et dans les Caraïbes.
En octobre 1942, il participe à l'opération Torch dans le Task Group 34.10. Il patrouille au large du Maroc en novembre, attendant l'ordre de débarquer ses troupes à Safi. Après un bombardement des lignes ennemies et quelques accrochages, le Beatty retourne aux États-Unis fin novembre et entre en carénage à New York Navy Yard pour quelques réparations et modifications.

### 1943
Pendant quatre mois, le Beatty sillonnent l'Atlantique en escortant des convois. Au cours de cette période, il effectue trois aller-retour entre les États-Unis et l'Europe. Après une formation dans la baie de Chesapeake en juin, le navire quitte Hampton Roads le 8 juin, escortant le convoi rapide FUG-9, en partance pour l'Algérie. Le convoi arrive à Mers-el-Kébir le 25 juin 1943.
Entre patrouilles et escortes, le Beatty arrive dans le bassin Méditerranéen en juillet. Le 5 juillet, le destroyer opère en Sicile pour l'invasion de l'île, où il bombarde des positions ennemies dans la soirée à Gela, Biscari, Vittoria, et Santa Croce Camerina. Au cours des opérations il abat plusieurs appareils ennemis.
Le 10 juillet, sa coque est légèrement endommagée par des éclats à la suite de l'explosion d'un Landing Craft Tank par un tir ami. Il évite également une grosse bombe tombée à environ 500 mètres à l'arrière du navire. Le lendemain, il tire sur un Messerschmitt Bf 110, sur des positions terrestres sur la plage de Dime et plusieurs autres objectifs. En trois heures, le Beatty tira 799 coups sur des cibles désignées par ses observateurs, leur infligeant de lourds dommages. Dans la soirée, il a un accrochage avec un avion de l'United States Army Air Forces.
Le 12 juillet, il quitte la zone pour l'Algérie qu'il atteint le 15. Il escorte ensuite un convoi pour New York qu'il atteint le 3 août. Après un contrôle à New York Navy Yard, le destroyer retourne en Méditerranée le 21 août.
Après une formation de lutte anti-sous-marine le 7 octobre, le Beatty entame sa dernière traversée de l'atlantique. Il escorte un convoi à Bangor (Irlande du Nord) du 7 au 17 octobre et rejoint ensuite le convoi KMF-25A, en route vers la Méditerranée. Le 6 novembre 1943, le convoi est attaqué par la Luftwaffe au large de l’Algérie. Le Beatty, touché d'une torpille larguée d'un avion vers 18 h 13, finit par couler vers 23 h 00.

## Récompenses
Le Beatty a reçu trois Battle star pour son service dans la Seconde Guerre mondiale.